# Auszug aus Ägypten

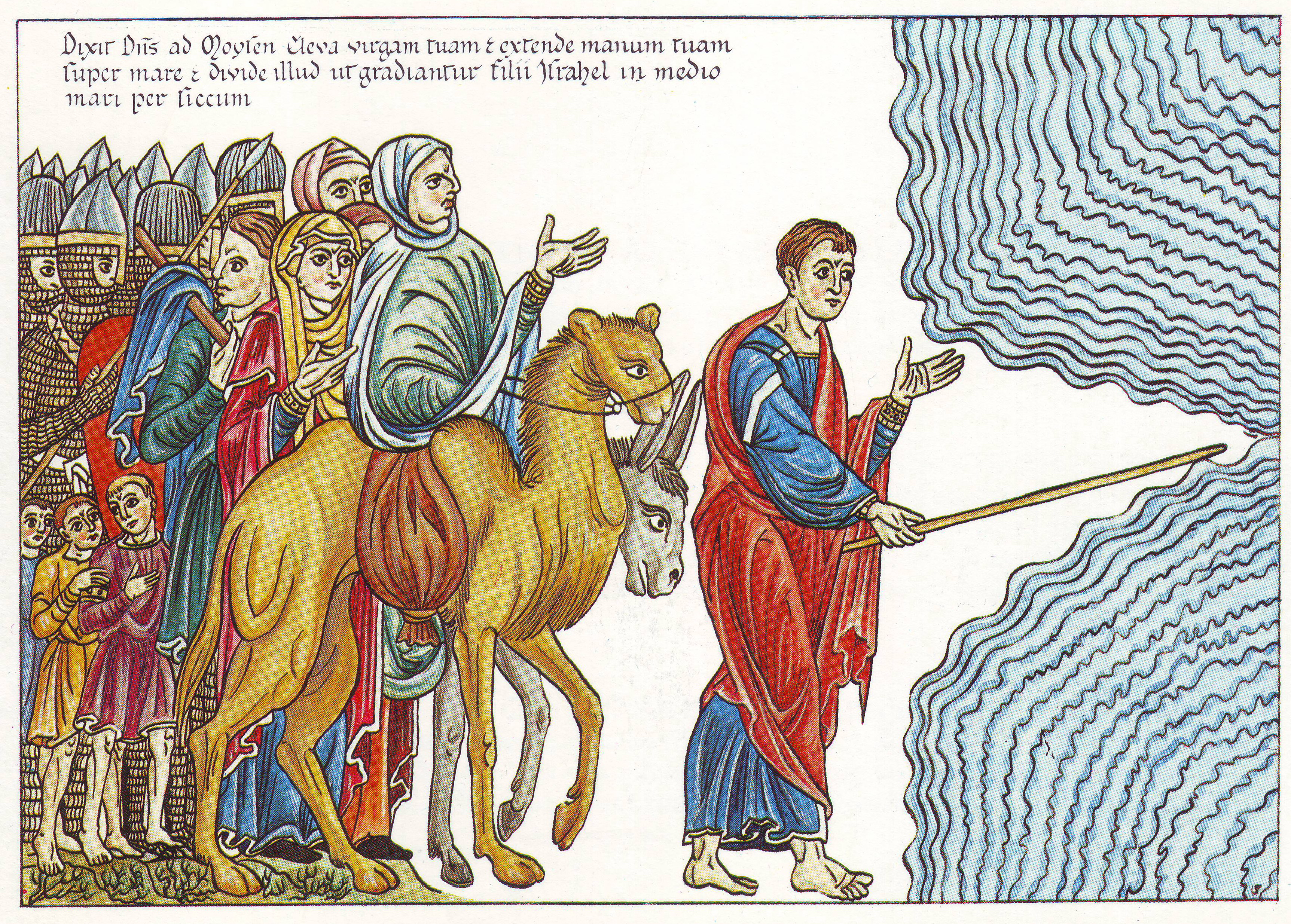
Mose führt das Volk Israel durch das Meer – Darstellung aus dem Hortus Deliciarum der Herrad von Landsberg (um 1180)

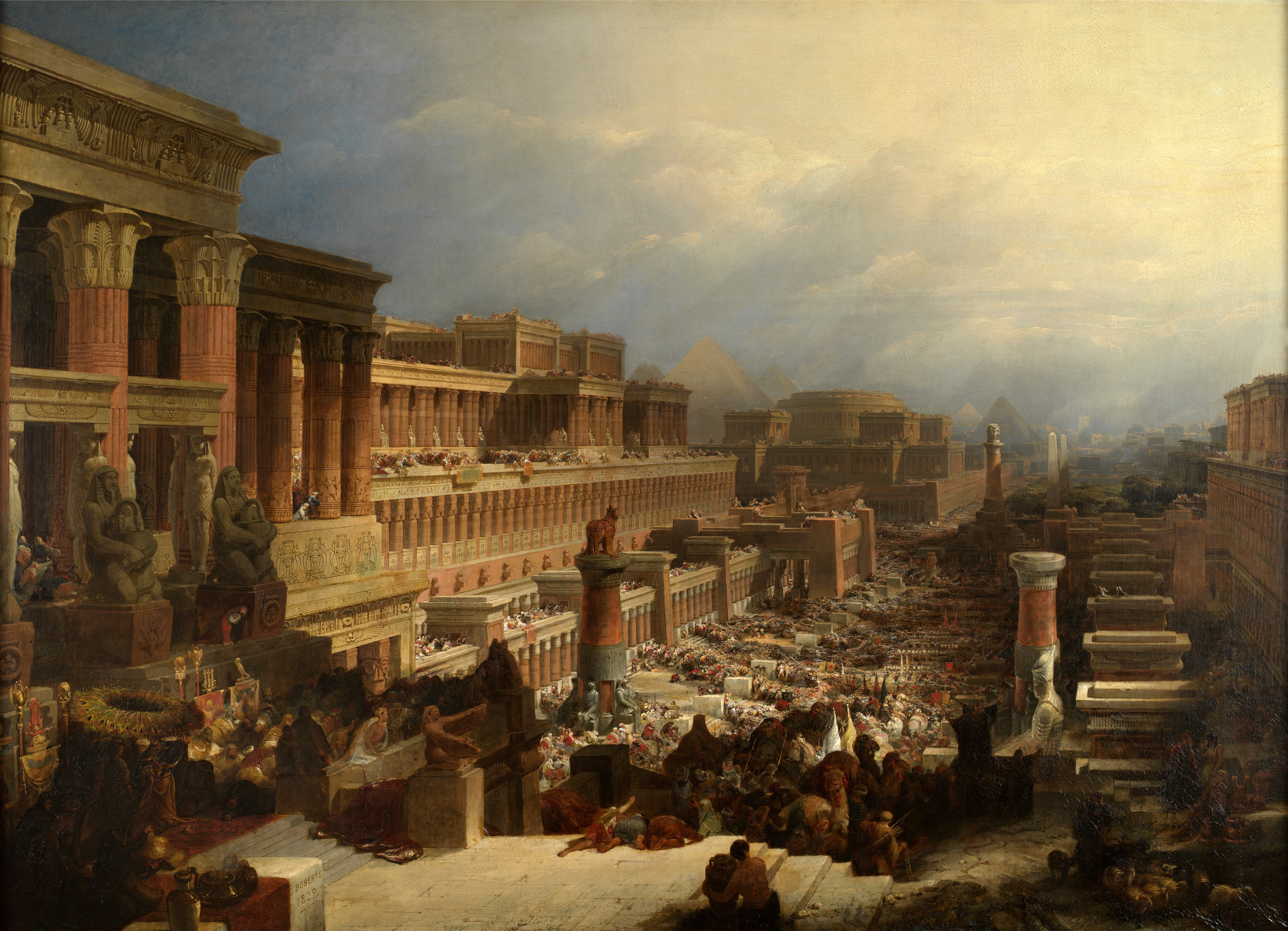
David Roberts: Der Auszug der Israeliten aus Ägypten. 1830

Der Auszug aus Ägypten oder der Exodus  (hebräisch שְׁמוֹת Schemot), (latinisiert von altgriechisch Ἔξοδος (f. sg.), „Auszug“) ist die im Buch Exodus Kapitel 1–15 aufgeschriebene Erzählung von der Rettung der Israeliten aus der Sklaverei des Pharaos Ägyptens. Damit beginnt im Tanach (der hebräischen Bibel) die besondere Geschichte Israels mit seinem Gott JHWH, durch die er sich seinem Volk bekannt macht und es zu seinem Bundespartner erwählt. Diese theologische Ursprungsgeschichte Israels ist das zentrale Glaubensbekenntnis des Judentums.
1. Könige 6,1  datiert den Exodus auf 480 Jahre vor Baubeginn des salomonischen Tempels im 4. Regierungsjahr von Salomo.
Archäologische Untersuchungen und das Fehlen historischer Quellen sprechen gegen die Historizität des Auszugs und damit gegen eine tatsächliche historische Grundlage der Auszugsgeschichte. Historische Forschung beurteilt deshalb große Teile der biblischen Exoduserzählung als Legenden, darunter die Zehn Plagen und das Schilfmeerwunder. Belegt in ägyptischen Quellen sind Zwangsarbeit semitischer Nomaden, Apiru genannt, für Bauprojekte der Pharaonen des Neuen Reiches (18. bis 20. Dynastie, etwa 1500–1000 v. Chr.) und gelegentliche Fluchten von Kleingruppen solcher Zwangsarbeiter. Entsprechend kann ein historisches Ereignis als Hintergrund der Entstehung des Auszugs-Mythos nicht ausgeschlossen werden.
Die Exodustradition prägte viele Überlieferungen des Tanach. Griechische und römische Autoren der Antike reagierten darauf zum Teil mit Gegenerzählungen. Sie beeinflusste auch Jesus von Nazaret und seine Darstellung im Neuen Testament (NT). Eine Variante der Auszugsgeschichte wird im Koran in Sure 7:137–140 und 10:89–92 überliefert.

## Biblische Überlieferung

### Gliederung I
| Bibelstelle    | Inhalt                                   |
| -------------- | ---------------------------------------- |
| Ex 13–16       | Die Befreiung aus Ägypten                |
| Ex 13,17–15,21 | Die Rettung am Schilfmeer                |
| Ex 15,22–18,27 | Die Bewahrung und Bewährung in der Wüste |

Die Geschichte des Auszugs aus Ägypten ist die erste Begebenheit, die im Buch Exodus dargestellt wird. Sie bildet damit den Auftakt für das Thema der Entstehung des Volkes Israel. Sie schließt an die Vätergeschichten des Buches Genesis an und hat mit Mose ein anderes Subjekt als die vorherigen Bücher. Nachdem im ersten Kapitel die Verbindung zu den vorherigen Vätergeschichten hergestellt wurde, beginnt die Geschichte des Mose in Ex 2,1–10. Im gesamten Mosekomplex, der erst im Buch Deuteronomium endet, ist die Geschichte des Auszugs sowohl die erste als auch die grundlegende Erzählung.
Die Darstellung lässt sich noch feiner gliedern: Nachdem in Ex 1,1–22 die Ausgangssituation der Unterdrückung des Volkes nach dessen Anwachsen geschildert wird, folgen in Ex 2,1–4,31 zunächst die Einführung der Figur des Mose und schließlich dessen Berufung zu demjenigen, der Israel aus Ägypten herausführen und damit befreien soll. Er führt entsprechend diesem Auftrag in Ex 5,1–6,1 nicht erfolgreiche Verhandlungen mit dem Pharao, wird anschließend in Ex 6,2–7,13 erneut berufen zu einem neuen, nun gewalttätigen Auftrag. In den anschließenden Kapiteln Ex 7,14–10,29 werden die ersten neun Plagen dargestellt, die JHWH über Ägypten schickt. Ex 9–11 schildern dann die zehnte Plage mit der damit zusammenhängenden Einsetzung des Passahfestes in Ex 12.1.
In Ex 13 wird das erste Passahfest geschildert, auf das dann der eigentliche Auszug durch das Schilfmeer in Ex 14 folgt, mit dem der Auszug im engeren Sinne endet. Rainer Albertz zählt die folgende Bewährung Israels in der Wüste und die Bewahrung vor dem Hungertod durch Jahwe ebenfalls dazu.

### Gliederung II
| Bibelstelle  | Inhalt                                   |
| ------------ | ---------------------------------------- |
| Ex 1,1–2,22  | Israels Unterdrückung, Moses Aufbegehren |
| Ex 2,23–6,1  | Israels Unterdrückung, Gottes Initiative |
| Ex 6,2–13,22 | Israels Auszug aus Ägypten               |

Wolfgang Oswald sieht im Buch selbst unterschiedliche Gliederungssignale, die drei verschiedene Gliederungen ergeben, die die Darstellung der Autoren nahelegen, die zusammen die obige Tabelle ergeben. Zunächst ist demnach eine chronologische Gliederung grundlegend, die mit Ex (2. Buch Mose) 1,6.8 den Tod der gesamten alten Generation benennt, inklusive des Todes des bisherigen Pharaos, womit die dann folgende Unterdrückungsgeschichte ermöglicht wird. In Ex 2,23 stirbt auch der nachfolgende Pharao, vor dem Mose geflüchtet war, sodass seine Rückkehr möglich ist. Das zweite wichtige Datum, das über die Geschichte hinaus verweist, ist in Ex 12 genannt: Hier wird der 15. Tag des ersten Monats des 430. Jahres nach dem Einzug benannt als derjenige, an dem Israel aus Ägypten geführt wird. Auf dieses Datum beziehen sich die folgenden chronologischen innerbiblischen Angaben, sodass hier ein Ende dieses Abschnitts angesetzt werden kann.
Die zweite Gliederung ergibt sich aus topologischen Signalen, die Oswald am Ende und am Anfang der Geschichte entdeckt. In Ex 1–4 werden mit Pitom und Ramses zwei Städte genannt (Ex 1,11), an denen die Sklaven arbeiten mussten, Moses Rettung am Nil erfolgt in Ex 2,5. Mose wächst heran, mordet und muss daher in Ex 2,15 nach Midian flüchten; in Ex 4,20 folgt die Rückkehr nach Ägypten. Diese topologischen Angaben werden erst wieder in Kapitel 15 aufgenommen: Die Wanderung durch die Wüste beginnt in der Wüste Schur in Ex 15,22; daraufhin benennt eine Reihe von Ortsangaben die Route der Wüstenwanderung (Mara in Ex 15,23, Elim Ex 15,27, die Wüste Sin Ex 16,1, Refidim in Ex 17,1, der Gottesberg in Ex 17,1 und die Wüste Sinai in Ex).
Die dritte Gliederung findet Oswald in narratologischen Signalen: Die größte Zäsur stellt das Moselied dar, das in Ex 15,1 einsetzt und damit die vorliegende Darstellung vom Folgenden abtrennt. Es folgt darauf in 15,22 noch das Mirjamlied, das an das Moselied anschließt und damit die Zäsur, die zuvor stattfand, noch unterstreicht.

## Textgenese
Von Julius Wellhausen wurde im 19. Jahrhundert erstmals der Versuch unternommen, die Textgenese des Pentateuch darzustellen. Dieser vertrat seine Drei-Quellen-Theorie, der zufolge das jahwistische Werk aus dem Südreich des 9. Jahrhunderts v. Chr., das elohistische Werk aus dem Nordreich des 8. Jahrhunderts v. Chr. und die Priesterschrift aus dem 6. Jahrhundert v. Chr. durch verschiedene Redakteure vereinigt und damit zu dem heute vorfindlichen Pentateuch wurden. In Bezug auf die Auszugsgeschichte stellte sich allerdings schon zur Entstehungszeit der Theorie das Problem, dass diese vor allem auf Grundlage des Buches Genesis erstellt wurde und deshalb nur sehr eingeschränkt auf das Buch Exodus anwendbar war.
Im Verlauf des 20. Jahrhunderts wurden deshalb verschiedentlich Modifikationen dieser Theorie vorgenommen, die eint, dass sie sehr viel mehr Schichten und Bearbeitungsstufen vermuten, als Wellhausen dies tat. Diese teilweise hochkomplexen Modelle sind mittlerweile starker Kritik ausgesetzt, die beinhaltet, dass realistischerweise eine detailgetreue Darstellung der Genese nicht möglich ist. Dieser Einsicht folgend versuchen etwa Georg Fischer und Dominik Markl gänzlich auf eine diachrone Beschreibung zu verzichten und interpretieren lediglich die Endform des Textes, wobei auch sie eingestehen, dass dieser nicht von einer Hand stammt und in einem komplexen, aber eben nicht mehr rekonstruierbaren, Prozess entstanden ist.
Die Exodusgeschichte zu Beginn des gleichnamigen Buches war ursprünglich eine in sich geschlossene und abgeschlossene eigene Erzählhandlung und wurde erst bei der Gesamtkomposition des Pentateuch in den heute im Tanach vorliegenden Zusammenhang gebracht. Nach der Entstehung des Textes wurde er zunächst im Zuge der priesterlichen Bearbeitung um einige Plagen und um die beiden rituellen Praktiken Sabbat und Passa erweitert und diese damit in die Frühzeit Israels vordatiert.

## Historische Forschung
Die historische Exodus-Forschung beschäftigt sich insbesondere mit der Frage nach der Historizität der Exoduserzählung. Diese schildert mythische Ereignisse und ist mit vielen rein erzählerischen Elementen angereichert, weshalb es sich auf keinen Fall um reine Geschichtsschreibung handelt. Auch hat es einen Auszug aus Ägypten im geschilderten Ausmaß sicher nicht gegeben. Die Erzählung gibt auch keinen klaren Hinweis auf eine spezifische Zeit in der ägyptischen Geschichte. Sie ist damit für Historiker ein kaum fassbares Ereignis.
Inwiefern das „biblische“ Israel mit einem historischen Israel der vorexilischen Zeit (vor 597 v. Chr.) übereinstimmt, lässt sich in Anbetracht der problematischen Quellenlage somit nur schwer beantworten und wird in der Forschung äußerst kontrovers diskutiert. Auf der einen Seite stehen Forscher, welche die Historizität der Auszüge Israels aus Ägypten zumindest in ihren Grundzügen verteidigen, auf der anderen Seite solche, welche die Historizität des Exodus mehr oder minder radikal bestreiten und die geschilderten Ereignisse in den Bereich der Mythenbildung späterer Epochen verweisen.
Verschiedene Forscher gehen davon aus, dass die Exoduserzählung nicht auf eine bestimmte historische Situation zugeschnitten ist, sondern aus einer langen Erfahrungsgeschichte Israels erwachsen ist. Die hieraus resultierende Offenheit der Erzählung soll den israelitischen Nachfahren ermöglichen, „den Pharao“ in wechselnden politischen Situationen immer wieder neu mit den aktuell bedrohenden Potentaten gleichsetzen zu können, seien es nun die ägyptischen Pharaonen wie Ramses II., Merenptah oder Ramses III., die eigenen Könige wie Salomo und Ahab oder die assyrischen und babylonischen Fremdherrscher wie Sanherib und Nebukadnezzar II.
Jan Assmann prägte den gedächtnisgeschichtlichen Ansatz, der nicht mehr danach fragt, „wie es eigentlich gewesen“ ist, sondern danach, wie man sich daran erinnerte. So dürften sich mit der Exoduserzählung verschiedene historische Erinnerungen verknüpft haben, beispielsweise an die Hyksos, an die ägyptische Kolonialherrschaft in Kanaan während der späten Bronzezeit, an die Gruppe der Apiru und an Wanderbewegungen während der Seevölker-Zeit. Mit dem Akzent des mnemotypischen Ansatzes wird das historischkritische Paradigma in einen kulturtheoretischen Diskurs verlagert, dessen politische Implikationen – abseits von überkommenen religionsbezogenen Perspektiven – auf säkulare Narrative treffen und oftmals zu israelkritischen Positionen führen.

## Theologische Aspekte
„Der Auszug Ägyptens ist einer der elementarsten und am häufigsten wiederholten Glaubenssätze im AT.“

Die wichtigsten Elemente dieses Glaubenssatzes sind die Überzeugung des Hinaufführens, dessen ältester Beleg in 1 Kön 12,28 , aus dem niedriger gelegenen Land Ägypten in das bergige Land Israel und das aus der deuteronomistischen Theologie stammende Motiv des Hinausführens, ältester Beleg in Num 26,17–19 , das den Exodus als „den gewaltsamen Akt der Befreiung aus dem ‚Sklavenhaus‘“ deutet. Als Folge dieser gewaltsamen Herausführung wird dementsprechend die Verheißung JHWHs gesehen, das Volk Israel als sein Volk zu sehen und mit ihm einen Bund zu schließen.
In der exilischen und nachexilischen Zeit werden auf Grund der veränderten Gegebenheiten neue sprachliche Formen der Beschreibung dieses Bundes gesucht und Begriffe aus dem Handelsrecht wie kaufen oder erwerben genutzt. Israel wird damit als „Eigentumsvolk“ oder „Erbbesitz“ betrachtet. Damit zusammenhängend wird der schon geschehene Exodus als Deutekategorie für die erhoffte Befreiung aus dem Exil in Jes 40–55  oder Ez 20  genutzt.
Für Christen ist an dieser Stelle das wiederkehrende Motiv der „Errettung durch das Wasser hindurch“ von Bedeutung. Wie zuvor bei Noah und später bei der Taufe wird durch das Wasser das Schlechte (die sündige Menschheit, die angreifenden Ägypter, bzw. der alte sündige Mensch) getötet, während das Gute (Noah mit Familie, das Volk Israel, bzw. der Gläubige, der aus Wasser und Geist wiedergeboren wird) eine göttliche Errettung erfährt.

## Außerbiblische Rezeption

### Diodor
Die älteste bekannte außerbiblische Erwähnung des Exodus ist ein durch Diodorus Siculus zitierter Text aus den Aigyptiaka von Hekataios von Abdera (ca. 300 v. Chr.). Das Fragment verweist auf die Fremdenfeindlichkeit, die die Juden in Ägypten erlitten hätten: Diese sei von einer Pestepidemie hervorgerufen worden, zu deren Abwendung alle Fremden aus dem Land getrieben worden seien. Die Mehrheit der Vertriebenen habe sich Mose angeschlossen und sei ihm gefolgt.
Eine weitere Anspielung auf den Exodus, die von Diodorus Siculus überliefert worden ist, gehe auf den Philosophen und Historiker Poseidonios (Ende des 2. Jahrhunderts v. Chr.) zurück. Sie ist eines der Argumente, die die Ratgeber von Antiochos VII. dazu benutzt haben sollen, den König von Verhandlungen mit den Juden abzuhalten: Die Juden seien ursprünglich aus Ägypten verjagt worden, weil sie „frevelhafte“, „den Göttern verhasste“ Menschen gewesen seien. Um das Land zu läutern, hätten die Ägypter alles „mit Flechten und Aussatz bedeckte“ Volk gesammelt und über die Grenzen getrieben. So sei die jüdische „Nation“ in und um Jerusalem entstanden.

### Flavius Josephus
Von Flavius Josephus in Über die Ursprünglichkeit des Judentums zitierte Texte werden auf Manethos Aegyptiaca zurückgeführt. Die dabei zugewiesenen judenfeindlichen Einstellungen können aufgrund der Berücksichtigung aller Textzeugen größtenteils nicht mehr aufrecht gehalten werden. Jene judenfeindlichen Tendenzen haben ihre Wurzeln hauptsächlich in Nachbearbeitungen von unbekannten Autoren, die in historische Originalquellen einflossen oder als eigenständige Pseudo-Werke vermehrt in römischer Zeit entstanden. So soll beispielsweise auf Grundlage nachbearbeiteter Quellen ein Pharao namens Amenophis, der den Göttern gefallen wollte („er wollte Zuschauer der Götter werden“), auf Anraten eines Priesters die „Aussätzigen“ und „Unreinen“ – 80.000 an der Zahl (1, 235) – aus Ägypten zusammengetrieben und gezwungen haben, in den Steinbrüchen zu arbeiten. Die „Aussätzigen“ hätten Osarseph (oder Osarsiph), einen Priester aus Heliopolis, zu ihrem Anführer gewählt, der ihnen unter anderem die Anbetung der Götter verboten habe. Mit Hilfe der nach Ägypten zurückgerufenen Hyksos hätten sie so das Land dreizehn Jahre lang tyrannisiert.
Flavius Josephus berichtet gemäß der von ihm zitierten Aussage des Manetho, dass die Hyksos durch Kamose (Alisphragmuthosis) unterworfen und nach Auaris getrieben wurden. Viele Jahre später führten die Ägypter einen langjährigen Krieg gegen die Hyksos. Schließlich habe eine ägyptische Armee die Hyksos in ihrer Hauptstadt Auaris belagert, weshalb die Hyksos dem ägyptischen Angebot des Königs „Tethmosis“ zustimmten, Ägypten mit ihren Familien und Habe zu verlassen. Nach dem Auszug der Hyksos habe der ägyptische König Ahmose I. noch 25 Jahre und vier Monate lang regiert, bevor er starb.
Ähnlich wird der Auszug in den anderen Manetho-Überlieferungen datiert. Eusebius setzte den Auszug der Hyksos mit den Israeliten gleich und datierte ihn in die Zeit von Echnaton: Um diese Zeit führte Moses die Juden in ihren Marsch aus Ägypten. Georgios Synkellos kommentiert diese Aussage: Eusebius ist der Einzige, der die Abwanderung von Israel unter Mose in diese Zeit setzt, obwohl er dafür keine stützenden Argumente hat. Auch bezeugt er, dass seine Vorgänger eine andere Ansicht vertreten. In der armenischen Version des Eusebius heißt es in ähnlicher Form: Anchencheres (12. König der 18. Dynastie). In seiner Zeit war Moses der Führer von den Hebräern bei ihrem Auszug aus Ägypten.
Josephus zitiert auch die Ägyptische Geschichte von Chairemon, die im Wesentlichen die gleiche Erzählung von Manetho enthält, aber andere Umstände für den Anfang angibt. Von den „Aussätzigen“ habe Amenophis 250.000 Mann ausgesucht und vertrieben. Diese hätten sich in Pelusium mit weiteren 380.000, die nicht in Ägypten eingelassen worden waren, zusammengeschlossen: Gemeinsam seien sie zurückgekehrt und hätten Amenophis besiegt.
Wahrscheinlich nicht unabhängig von dem Manetho zugeschriebenen Zitat ist ein Text, den Josephus zitiert und dem Alexandriner Lysimachos (1. Jahrhundert v. Chr.) zuschreibt. Demnach habe das „von Aussatz … und anderen Krankheiten befallene Volk“ der Juden zur Zeit des Pharao Bokchoris in den Tempeln gebettelt und dadurch Krankheiten ausgebreitet. Auf Geheiß eines Orakels habe man die Tempel „gesäubert“ und die „Unreinen“ teils ertränkt, teils in der Wüste ausgesetzt. Dort habe sie Mose gesammelt und „Menschen misshandelnd und Tempel plündernd“ nach Judäa geführt.
In seiner nicht erhaltenen Ägyptischen Geschichte fügt der Alexandriner Apion der Legende über die Herkunft der Juden eigene Details hinzu. Der von Josephus zitierte Text besagt, dass die Juden ursprünglich der „Abschaum“ der ägyptischen Rasse, mit „Aussatz“ und allen möglichen Makeln behaftet, gewesen seien. Deswegen seien sie aus Ägypten vertrieben worden und das sei im ersten Jahr der 7. Olympiade (752 v. Chr.) geschehen. Nach Apion habe auch die jüdische Sabbat-Ruhe ihren Ursprung in dieser Vertreibung: Nach sechstägigem Marsch hätten die Juden Schmerzen in der Leistengegend bekommen und seien daher zur Ruhe gezwungen worden und hätten diesen Tag sabbat aus sabbô genannt, die ägyptische Bezeichnung für die von ihnen erlittenen Beschwerden.

### Strabon
Frei von verleumderischen Absichten sind dagegen die durch Strabon niedergeschriebenen Notizen von dem Exodus. Nach Strabon habe Mose, der ein ägyptischer Priester gewesen sei, Menschenmassen aus Ägypten hinaus geführt, weil er die Anbetung von Götterbildern oder Götterstatuen verabscheute. Im Zuge dieser Auswanderung sei die neue Nation Israel ohne Gewalt, allein durch die Lehren des Mose und den freiwilligen Anschluss der benachbarten Völker entstanden.

### Bewertung der Quellen
Geschichten, die in Bezug auf den Exodus Aussatz, Pest und Ähnliches erwähnen, wurden bis in das 2. Jahrhundert n. Chr. tradiert und von den jeweiligen Autoren weiter ergänzt: Noch in Tacitus’ Historiae werden sie als „Geschichte“ des Ursprungs des jüdischen Volks angegeben und zur Rechtfertigung und Verbreitung antijüdischer Hetze verwendet.
Die im Werk des Flavius Josephus als Textzeugen benannten Historiker des Hellenismus und die ihnen zugewiesenen antijudaistischen Einstellungen können aufgrund der Berücksichtigung aller Textzeugen größtenteils nicht mehr aufrecht gehalten werden. Jene antijudaistischen Tendenzen haben ihre Wurzeln zumeist in Nachbearbeitungen von unbekannten Autoren, die in historische Originalquellen einflossen oder als eigenständige Pseudo-Werke vermehrt in römischer Zeit entstanden.

## Bedeutung für Judentum und Christentum
An den Auszug der Israeliten aus Ägypten erinnert das achttägige Pessach-Fest. Gemäß den Evangelien wurde Jesus Christus in einer Pessachwoche gekreuzigt, weshalb auch das christliche Osterfest an den Auszug aus Ägypten erinnert. Eine Lesung aus Ex 13–14 ist integraler Bestandteil einer Osternachtfeier.

## Künstlerische Rezeption

### Bildende Kunst
Viele Gemälde der Kunstgeschichte stellen Einzelszenen der Exoduserzählung dar, zum Beispiel einige Fresken Raffaels und der Exodus-Zyklus Marc Chagalls.

### Musik
Georg Friedrich Händel komponierte das Oratorium Israel in Egypt, das 1739 in London erstaufgeführt wurde.
Eine der beliebtesten Opern von Gioachino Rossini war Mosè in Egitto, die 1818 in Neapel uraufgeführt und 1827 für Paris in eine französische Grand opéra Moïse et Pharaon umgewandelt wurde. Der Höhepunkt ist das Finale mit einem berühmt gewordenen Gebet Dal tuo stellato soglio und dem Durchzug durch das Rote Meer.
Um 1860 entstand das Negro Spiritual Go down Moses. Es thematisiert in der Zeit des Abolitionismus die Hoffnung der Afroamerikaner in den USA auf ein Ende ihrer Sklaverei. Das um 1900 veröffentlichte Lied Wade in the Water greift in diesem Zusammenhang das Motiv vom Durchzug durch das Rote Meer auf.
Arnold Schönberg komponierte zwischen 1928 und 1937 die unvollendete Oper Moses und Aron, die einige Aspekte der Exoduserzählung aufgreift, aber Plagen, Pessach und Meerwunder auslässt.
Bob Marley veröffentlichte 1977 sein legendäres Reggae-Album Exodus, das einen gleichnamigen Song enthält und auch die Religion der Rastafari auf Jamaika repräsentiert.

### Spielfilme
- Die Zehn Gebote (1923) und Die zehn Gebote (1956), beide US-amerikanischer Monumentalfilme von Cecil B. DeMille
- Der Prinz von Ägypten. Zeichentrickfilm der DreamWorks-Studios (1998).
- Exodus: Götter und Könige. (Originaltitel: Exodus: Gods and Kings.) US-amerikanisch-britischer Film von Ridley Scott (2014).

## Dokumentationen
- Patterns of Evidence: Exodus. – Deutscher Titel: Auf der Suche nach den Spuren des Exodus. US-amerikanischer Dokumentarfilm von Timothy P. Mahoney, USA 2016.